# Святобор I
Святобор I (*д/н —1106/1107) — князь Поморянії у бл.1060—1106/1107 роках. Засновник гілки Свяборичів.

## Життєпис
Походив з династії Грифичів. Був сином або онуком князя Земомисла I. Про початок володарювання відсутні відомості. Продовжив політику попередника, визнав зверхність Священної Римської імперії. Водночас напевне намагався звільнитися від залежності з боку Польщі.
Втім стосовно часу панування Святобора I дані замалі. У 1105 або 1106 році проти князя Поморянії повстали місцеві князьки, ймовірно нащадки володарів поморянських племен, на чолі з Гнєвомиром. Йому на допомогу рушив сюзерен або на той час лише союзник — Болеслав III Кривовустий, князь Польщі.
Помер близько 1107 року. Після нього єдине Поморянське князівство було розділено поміж синами Святобора I.

## Родина
- Вартіслав (1091—1135), князь Західної Поморянії у 1107—1135 роках
- Святополк, князь Східної Поморянії та Гданська
- Ратибор (1110—1155/1156), князь західної Поморянії у 1135—1155/1156 роках